# Un rêve au coin du feu
Pour plus de détails, voir Fiche technique et Distribution.
Un rêve au coin du feu est un court métrage de dessin animé réalisé par Émile Reynaud en 1894. Ce métrage utilise le procédé du théâtre optique, permettant à Reynaud de projeter un film peint, à la main, en couleur alors que le cinématographe n'existait pas encore.
Ce film fait partie de la deuxième programmation des Pantomimes lumineuses. Les projections eurent lieu au Cabinet fantastique du musée Grévin de décembre 1894 à juillet 1897, avant d'être remplacé par la projection des Photos-peintures animées d'Émile Reynaud. On trouve dans le scénario une préfiguration du flash-back.
La bande est détruite.

## Synopsis
Un homme s'endort devant la cheminée. Il revoit sa vie se dérouler dans l'âtre jusqu'à ce qu'il reçoive l'affront d'un rival. Il se réveille et part se battre.

## Fiche technique
- Titre original : Un rêve au coin du feu
- Réalisation et scénario : Émile Reynaud
- Musique : Gaston Paulin
- Genre : animation — Comédie — pantomime
- Durée : environ 12 minutes (court métrage)
- Date de sortie : décembre 1894 ( France)
- Format : couleur
- Créé en France